# Henry Neville, II conte di Abergavenny
Henry Neville, II conte di Abergavenny (22 febbraio 1755 – Eridge Green, 27 marzo 1843), è stato un nobile inglese.

## Biografia
Era il figlio di George Neville, I conte di Abergavenny, e di sua moglie, Henrietta Pelham, figlia di Thomas Pelham. Studiò alla Christ Church di Oxford.

## Carriera
Nel 1744 riuscì al padre nella contea. Ricoprì la carica di Luogotenente del Sussex (1757-1761).

## Matrimonio
Sposò, il 5 febbraio 1753 a Stanmer, Mary Robinson (1760-26 ottobre 1796), figlia di John Robinson e di Elizabeth Smith. Ebbero sei figli:
- Lady Mary Catherine (27 febbraio 1783-11 luglio 1807), sposò Thomas Myers, ebbero due figli;
- Henry George Neville, visconte Neville (22 maggio 1785-8 aprile 1806);
- Ralph Neville, visconte Neville (21 dicembre 1786-20 maggio 1826), sposò Mary Anne Elcock, non ebbero figli;
- Lady Henrietta (14 luglio 1788-28 luglio 1827);
- John Neville, III conte di Abergavenny (25 dicembre 1789-12 aprile 1845);
- William Neville, IV conte di Abergavenny (28 giugno 1792-17 agosto 1868).

## Morte
Morì il 27 marzo 1843 a Eridge Castle, Eridge Green, nel Sussex.